# Оксфорд (Вісконсин)
Оксфорд (англ. Oxford) — селище (англ. village) в США, в окрузі Маркетт штату Вісконсин. Населення — 930 осіб (2020).

## Географія
Оксфорд розташований за координатами 43°46′49″ пн. ш. 89°33′49″ зх. д. / 43.78028° пн. ш. 89.56361° зх. д. (43.780372, -89.563582).  За даними Бюро перепису населення США в 2010 році селище мало площу 2,68 км², з яких 2,62 км² — суходіл та 0,06 км² — водойми.

## Демографія
Згідно з переписом 2010 року, у селищі мешкало 607 осіб у 248 домогосподарствах у складі 155 родин. Густота населення становила 226 осіб/км².  Було 283 помешкання (105/км²).
Расовий склад населення:
| - 93,9 % — білих - 1,3 % — азіатів - 0,5 % — чорних або афроамериканців - 0,3 % — корінних американців - 3,1 % — осіб інших рас |

До двох чи більше рас належало 0,8 %. Частка іспаномовних становила 4,8 % від усіх жителів.
За віковим діапазоном населення розподілялося таким чином: 25,4 % — особи молодші 18 років, 61,9 % — особи у віці 18—64 років, 12,7 % — особи у віці 65 років та старші. Медіана віку мешканця становила 37,5 року. На 100 осіб жіночої статі у селищі припадало 99,7 чоловіків;  на 100 жінок у віці від 18 років та старших — 93,6 чоловіків також старших 18 років.
Середній дохід на одне домашнє господарство  становив 48 522 долари США (медіана — 45 050), а середній дохід на одну сім'ю — 55 331 долар (медіана — 48 750). Медіана доходів становила 41 304 долари для чоловіків та 28 750 доларів для жінок. За межею бідності перебувало 13,6 % осіб, у тому числі 18,9 % дітей у віці до 18 років та 10,1 % осіб у віці 65 років та старших.
Цивільне працевлаштоване населення становило 237 осіб. Основні галузі зайнятості: виробництво — 38,8 %, мистецтво, розваги та відпочинок — 18,6 %, освіта, охорона здоров'я та соціальна допомога — 9,7 %, роздрібна торгівля — 8,9 %.